# Euplexia adamantina
Euplexia adamantina är en fjärilsart som beskrevs av Turner 1906. Euplexia adamantina ingår i släktet Euplexia och familjen nattflyn. Inga underarter finns listade i Catalogue of Life.